# Led Zeppelin Australasian Tour 1972
Led Zeppelin Australasian Tour 1972 - jedyna australijska trasa koncertowa Led Zeppelin z 1972 r.

## Program koncertów
1. "Immigrant Song" (Page, Plant)
2. "Heartbreaker" (Jones, Page, Plant)
3. "Black Dog" (Page, Plant, Jones)
4. "Since I've Been Loving You" (Page, Plant, Jones)
5. "Celebration Day" (Page, Plant Jones) (25, 27 i 29 czerwca)
6. "Stairway To Heaven" (Page, Plant)
7. "Going To California" (Page, Plant)
8. "That's the Way" (Page, Plant)
9. "Tangerine" (Page)
10. "Bron-Yr-Aur-Stomp" (Page, Plant, Jones)
11. "Dazed and Confused"
12. "What Is and What Should Never Be" (Page, Plant)
13. "Rock and Roll" (Page, Plant, Jones, Bonham)
14. "Moby Dick" (Bonham)
15. "Whole Lotta Love" (Bonham, Dixon, Jones, Page, Plant)

Bisy:
1. "Communication Breakdown" (Bonham, Jones, Page)
2. "Organ Solo"/"Thank You" (Page, Plant)

Podczas koncertów program się zmieniał.

## Lista koncertów
1. 18 lutego 1972 - Perth, Australia - Subiaco Oval
2. 19 lutego 1972 - Adelaide, Australia - Memorial Drive Park
3. 20 lutego 1972 - Melbourne, Australia - Kooyong Stadium
4. 24 lutego 1972 - Auckland, Nowa Zelandia - Western Springs Stadium
5. 27 lutego 1972 - Sydney, Australia - Sydney Showground
6. 29 lutego 1972 - Brisbane, Australia - Brisbane Festival Hall